# Fuji Denki Holdings
Fuji Denki Holdings K. K. (jap. 富士電機ホールディングス株式会社, Fuji Denki Hōrudingusu Kabushiki kaisha, engl. Fuji Electric Holdings Co., Ltd.) ist eine im Nikkei 225 gelistete japanische Holding. Größter Aktionär mit 10,4 % der Stimmanteile ist Fujitsu.
Zu den Produkten des Unternehmens gehören unter anderem Pumpen, Generatoren, Druckmesser und Gasanalysegeräte.
Das Unternehmen beschäftigt rund 25.700 Menschen und hat Niederlassungen in Ostasien, Südostasien, Nordamerika und Europa.

## Geschichte
Das Unternehmen wurde 1923 als Fuji Denki Seizō K.K. (富士電機製造株式会社, engl. Fuji Electric Company) als Joint Venture zwischen Furukawa Electric (古河電気工業, Furukawa denki kōgyō) mit der deutschen Siemens gegründet. Der Name Fuji  wurde dabei zusammengesetzt aus den Anfangssilben von Furukawa und Jīmensu ([zi:mens]), der japanischen Aussprache für Siemens. 1935 wurde der Kommunikationsbereich als Fuji Tsūshinki Seizō, der heutigen Fujitsu, ausgegründet. Das Logo bestand ursprünglich auch aus einem eingekreisten überlagerten „f“ und „S“ als Symbol. 1984 wurde Fuji Denki Seizō K.K. in Fuji Denki K.K. (富士電機株式会社) umbenannt und 2003 in eine reine Holding überführt.

## Nukleartechnik
Fuji Denki ist seit Beginn der kommerziellen Nutzung der Kernkraft in Japan bei Entwicklung, Bau und Betrieb von Kernkraftwerken beteiligt. Geschäftsfelder sind Ausrüstungen für Brennstoffbereitung und -handling (Handschuhkästen, Roboter), dem Rückbau von Kernkraftwerken, und der Behandlung von radioaktivem Abfall. Die Firma beteiligt sich auch an der Entwicklung des japanischen gasgekühlten Hochtemperaturreaktors HTGR, einem Reaktor der Generation IV.